# Liste der Monuments historiques in Courtry
Die Liste der Monuments historiques in Courtry führt die Monuments historiques in der französischen Gemeinde Courtry auf.

## Liste der Bauwerke
| Bezeichnung      | Beschreibung              | Standort | Kennzeichnung | Schutzstatus | Datum | Bild           |
| ---------------- | ------------------------- | -------- | ------------- | ------------ | ----- | -------------- |
| Kirche St-Médard | Erbaut im 12. Jahrhundert | (Lage)   | PA00086914    | Inscrit      | 1975  | weitere Bilder |

## Liste der Objekte

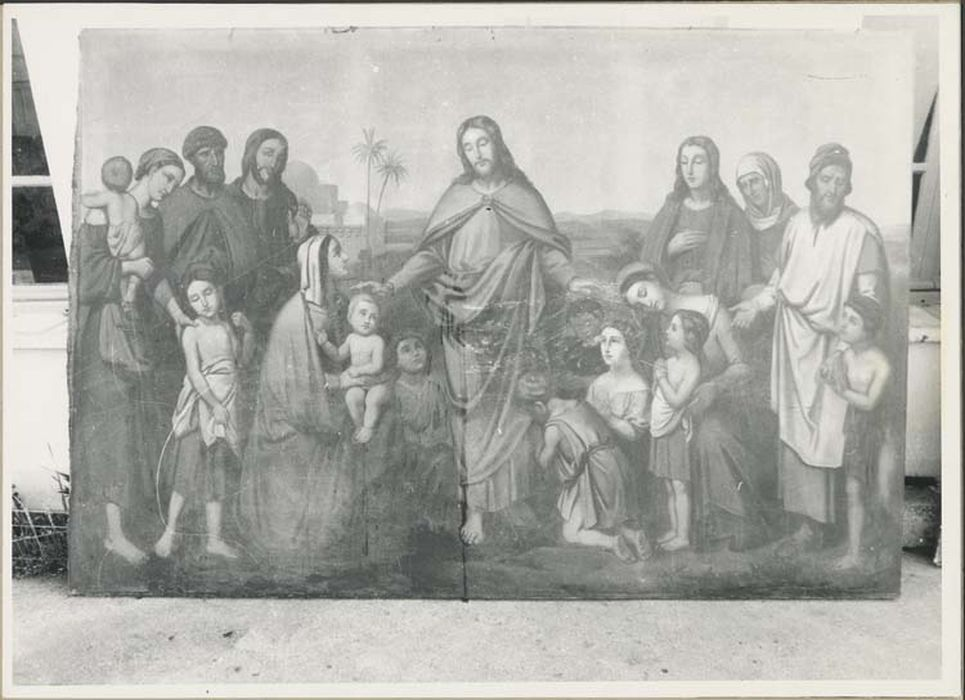
Ölgemälde Lasset die Kinder zu mir kommen von François Constant Petit aus dem Jahr 1887 in der Kirche St-Médard

- Monuments historiques (Objekte) in Courtry in der Base Palissy des französischen Kultusministeriums